# Kase-O
Kase.O és el nom artístic de Javier Ibarra Ramos. MC aragonès natural del barri de La Jota de Saragossa, nascut l'any 1980.

## Biografia
Començà la seva carrera com a MC als 11 anys, gravant maquetes a la seva pròpia casa. L'any 1993, amb 13 anys, va gravar la seva primera maqueta anomenada Rompecabezas, amb temes de 1992 i 1993. Dos anys més tard va treure la seva segona maqueta, "Dos rombos", amb cançons de 1994 i 1995. Tot i la seva joventut, va causar un gran impacte a l'escena espanyola per tindre un gran talent líric, per les seves lletres de contingut violent així com pel seu ús d'una gran cura de la mètrica a la rima utilitzant no poques paraules malsonants i cultismes (demostrant amb això un gran domini del llenguatge i/o del lèxic), però a la vegada evidenciant un imperant missatge de crítica social.
Es destaca pels seus jocs de paraules, ironies i sarcasmes. No obstant l'arrogància mostrada a algunes de les seves lletres (que a vegades ell mateix acusa, autocriticant-se) el seu estil és un dels de més importants i reconeguts dins del món del hip-hop.
Forma part del grup Violadores del Verso, on desenvolupa la major part de la seva carrera artística.
D'ençà que comença la seua carrera artística ha realitzat multitud de col·laboracions, en les quals ha fet ús d'altres pseudònims alternatius al seu nom artístic Kase-O,. Així, per exemple, va fer ús de Versátil, el seu quart pseudònim, col·laborant al disc "Supervillanos de alquiler" de Hablando en plata, Javat en el disc "Block massacre" de Dogma Crew i al LP de R de Rumba, i Jab Jones a la maqueta "Ahuizote" de (Pablo, 2005). A més en diverses de les seues lletres s'autodenomina com: "Ningún tipo de orden" o "KAOS" fent referència a ell com el seu quint pseudònim.

## Col·laboracions
- Claan "Claan" (1994)
- Bufank "Bufank" (1994)
- Dj. Potas "Posse" (1994)
- Gangsta squad "... Es tan solo un aviso" (1994)
- El puto Sark "Estado de locura" (1995)
- Zaragoza Zulú "Backstage" (1996)
- Alboraya (Albert Pla con Kase.O) - Veintegenarios en Alburquerque (BMG Music Spain/1997)
- Kool Dj X (presenta... VV.AA.) "E 17 representativos" (1997)
- La del rollo (Yinfín con Kase.O) - La taberna del picoteo (Zaragoza Zulú/1998)
- Frutas y Verduras "Cancion tristona" (1998)
- SFDK "Siempre fuertes" (1999)
- Jota Mayúscula "Hombre negro soltero busca" (2000)
- La Mala Rodríguez "Lujo Ibérico" (2000)
- La puta opepé "Chanelance" (2000)
- Míos tíos "Más líos" (2001)
- Recopilatorio "Suddak Promo 2002" (2002)
- El Puto "Un rayo de soul" (2002)
- Dogma Crew "Block massacre" (2003)
- Hablando en plata "Supervillanos de alquiler" (2003)
- Jota Mayúscula "Una vida Xtra" (2004)
- R de Rumba "R de Rumba" (2004)
- Eykeyeyrey "Mousse de veneno" (2004)
- Falsalarma "Alquimia" (2005)
- Erick B. "Larga vida al rey" (2005)
- Bagdad Rap "Banda sonora original" (2005)
- Kid Nacho "Contacto con el plástico" (2005)
- El Sr. Rojo "Estado mental: Madrid ciudad" (2005)
- Pablo "Ahuizote" (2005)
- Pablo "Holístico" (2006)
- Jota Mayúscula "Camaleón" (2006)